# Темелеуцы (Каларашский район)
Темелеуцы (рум. Temeleuți, Темелеуць) — село в Каларашском районе Молдавии. Относится к сёлам, не образующим коммуну.

## География
Село расположено на высоте 188 метров над уровнем моря.

## Население
По данным переписи населения 2004 года, в селе Темелеуць проживает 1412 человека (716 мужчин, 696 женщин).
Этнический состав села:
| Национальность | Число жителей | Процентный состав |
| -------------- | ------------- | ----------------- |
| молдаване      | 1380          | 97.73             |
| румыны         | 18            | 1.27              |
| украинцы       | 6             | 0.42              |
| русские        | 3             | 0.21              |
| поляки         | 1             | 0.07              |
| прочие         | 4             | 0.28              |
| Всего          | 1412          | 100%              |